# Festigame
Festigame és un festival de videojocs que es realitza des de 2016 a Espacio Riesco, tot i que les primeres edicions foren al centre cultural Estación Mapocho de Santiago de Xile, és l'event de videojocs més gran de Xile i un dels més importants de Sud-amèrica. L'edició de 2021 es va fer online a causa de la Pandèmia de COVID-19.